# Antoine Nicolas Ludot
Antoine Nicolas Ludot né le 20 juin 1761 à Arcis-sur-Aube (Aube) et mort le 12 mars 1830 à Paris, est un homme politique français.

## Biographie
Avocat à Arcis-sur-Aube, partisan modéré des idées révolutionnaires, il est député de l'Aube à la Convention. D'abord suppléant, il est appelé à siéger après l'arrestation de Rabaut-Saint-Étienne, le 21 août 1793. Il est élu député du Pas-de-Calais au Conseil des Cinq-cents le 23 vendémiaire an IV. Favorable au coup d'État du 18 Brumaire, il siège au tribunat de 1799 à 1802, puis devient juge à Saint-Domingue.

## Sources
- « Antoine Nicolas Ludot », dans Adolphe Robert et Gaston Cougny, Dictionnaire des parlementaires français, Edgar Bourloton, 1889-1891 [détail de l’édition]